# Флориан Лучини
Флориан Лучини е френски футболист, вратар на Локомотив (Пловдив).

## Кариера
Юноша е на Рен. Започва кариерата си в Аячо. След това играе и в Кипър и Гърция с екипите на Пафос и Йоникос. През 2008 г. Коко Динев го взима във Вихрен, където той е титуляр почти целия сезон. Дебютира срещу Левски, като в този мач спасява и дузпа. След края на сезона се връща в АЕ Пафос, а от 2010 г. играе в Локомотив (Пловдив).